# 箭野拓士
箭野拓士（やの たくじ、1977年 - ）は日本の財務官僚。財務省関税局業務課長。

## 来歴
兵庫県神戸市生まれ。東京大学法学部卒業。1999年 大蔵省入省（関税局国際機関課）。2001年1月6日 財務省関税局調査課。2002年6月 ジョージワシントン大学へ留学。金融工学修士を修得。
2009年7月 東京海上ホールディングス副マネージャー。内部統制の向上に携わった。2011年7月 理財局計画官補佐。
2018年6月29日 大臣官房付派遣職員（アフリカ開発銀行取締役委員会副委員長）。2021年7月3日 大臣官房付。同年7月19日 内閣府カジノ管理委員会事務局総務企画部総務課長兼総務企画部公文書監理官兼内閣官房内閣参事官（内閣官房副長官補付）兼内閣官房特定複合観光施設区域整備推進室参事官兼内閣官房特定複合観光施設区域整備推進本部事務局参事官。2023年7月7日 関税局業務課長。

## 略歴
- 1999年4月：大蔵省入省（関税局国際機関課）[2]。
- 2000年：仙台国税局調査査察部。
- 2000年：関税局調査課。
- 2001年1月6日：財務省関税局調査課。
- 2001年4月：米州開発銀行。
- 2002年6月：ジョージワシントン大学へ留学[1]。
- 2004年7月：財務総合政策研究所。
- 2005年7月：大臣官房秘書課財務官室。
- 2007年7月：理財局財政投融資総括課長補佐。
- 2009年7月：東京海上ホールディングス副マネージャー。
- 2011年7月：理財局計画官補佐。
- 2012年7月：派遣職員（世界銀行財政専門官）。
- 2014年7月9日：金融庁総務企画局政策課広報室長。
- 2016年6月：金融庁監督局保険課保険モニタリング室長。
- 2017年7月：観光庁国際観光部国際観光課外客誘致推進官。
- 2018年6月29日：大臣官房付派遣職員（アフリカ開発銀行取締役委員会副委員長）。
- 2021年7月3日：大臣官房付。
- 2021年7月19日：内閣府カジノ管理委員会事務局総務企画部総務課長 兼 総務企画部公文書監理官 兼 内閣官房内閣参事官（内閣官房副長官補付） 兼 内閣官房特定複合観光施設区域整備推進室参事官 兼 内閣官房特定複合観光施設区域整備推進本部事務局参事官。
- 2023年7月7日：関税局業務課長。